# 3 Juno
Giunone (formalmente 3 Juno, dal latino Iuno) è un asteroide della fascia principale, la fascia asteroidale più interna del sistema solare. Fu il terzo ad essere individuato, il 1º settembre 1804 dall'astronomo tedesco Karl Ludwig Harding, e deve il proprio nome alla dea romana Giunone.
Presenta una forma irregolare, con un diametro medio pari a 233,92 km. Osservazioni nell'infrarosso hanno rilevato la presenza sulla sua superficie di un cratere da impatto geologicamente recente dal diametro superiore al centinaio di chilometri. È il secondo asteroide roccioso per massa e dimensioni dopo 15 Eunomia. Si stima che la sua massa costituisca lo 0,9% di quella dell'intera fascia principale.
Completa un'orbita attorno al Sole in circa 4,37 anni, particolarmente eccentrica anche rispetto a quella degli altri asteroidi della fascia principale.

## Osservazione
Giunone all'opposizione raggiunge mediamente una magnitudine pari a 8,7, ma in condizioni favorevoli può raggiungere valori pari a +7,5, risultando più luminoso di Nettuno o Titano e di altri grandi asteroidi quali Hygiea, Europa, Davida ed Interamnia.
Giunone non è mai visibile ad occhio nudo, ma è alla portata di un binocolo 10×50 nelle opposizioni più favorevoli. La sua osservazione a piccole elongazioni richiede un telescopio di 75 mm di diametro o superiore.

## Storia delle osservazioni
Giunone fu scoperto come un oggetto di ottava magnitudine il 1º settembre 1804 dall'astronomo tedesco Karl Ludwig Harding, dall'osservatorio di Lilienthal, presso Brema in Germania. Scopo delle osservazioni di Harding era identificare le stelle fino all'ottava magnitudine in corrispondenza delle orbite di Cerere e Pallade, recentemente scoperti. Fu battezzato così in onore di Giunone, figura della mitologia romana, la somma dea sposa di Giove.

Sequenza di tre immagini che mostrano lo spostamento di Giunone in un'ora circa rispetto al campo stellare.

Come anche Cerere e Pallade fu inizialmente considerato un pianeta e gli fu assegnato un simbolo astronomico (), che rappresentava uno scettro con una stella in cima. In seguito il simbolo sarà sostituito con un numero corrispondente all'ordine di scoperta racchiuso in un circoletto, ③, e poi con il numero tra parentesi tonde seguito dal nome, secondo l'uso odierno della designazione asteroidale.
Schröter nel 1811 fu il primo ad indicare una stima del diametro di Giunone, che valutò in 2.290 km; come anche per Cerere e Pallade, fornì un valore largamente superiore a quello effettivo. Successivamente, von Mädler suggerì che il diametro di Giunone fosse pari a 584 km.
Nella seconda metà dell'Ottocento la diffusione del catalogo stellare Bonner Durchmusterung nel 1852 e l'introduzione sia della scala logaritmica della magnitudine, sviluppata da Norman Pogson nel 1854, sia della fotometria nel 1861, permisero di ottenere misure più precise della dimensione angolare apparente dell'asteroide. Tuttavia, data la mancanza di un valore condiviso per l'albedo di Giunone, come anche per quella degli altri asteroidi fino ad allora scoperti, ogni stima proposta per il diametro dell'asteroide derivava dalle osservazioni, ma anche dal valore ipotetico dell'albedo. Così, von Stampfer nel 1856 stimò il diametro di Giunone in 180 km; Stone nel 1867 in 200 km; Pickering nel 1879 in 151 ± 7 km e Flammarion nel 1894 in 200 km. Il valore di riferimento per i primi cinquant'anni del Novecento fu comunque di 195 km, stimato nel 1895 da Barnard utilizzando un micrometro filare.

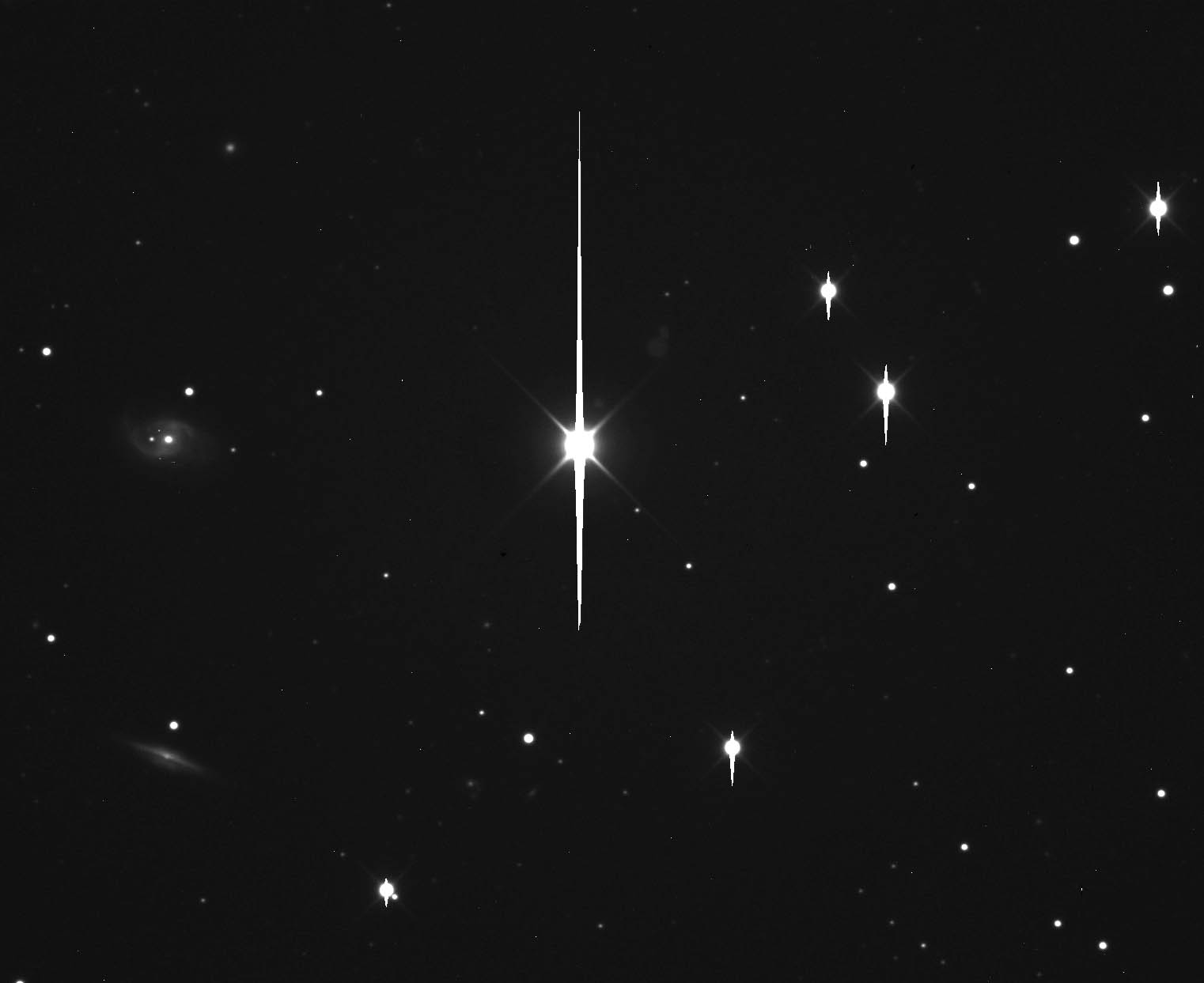
Giunone all'opposizione nel 2009.

Di Giunone sono state osservate quattro occultazioni stellari, che hanno permesso, infine, di determinarne le dimensioni. A Giunone spetta il primato di essere stato il primo asteroide di cui è stata osservata un'occultazione stellare, il 19 febbraio 1958, quando transitò davanti a una stella poco luminosa (SAO 112328). L'occultazione più fruttuosa è avvenuta l'11 dicembre 1979, quando l'asteroide ha occultato la stella SAO 115946. L'evento è stato registrato da 18 osservatori, tutti in America settentrionale e nelle Hawaii. I dati raccolti durante l'occultazione permisero di stimare in 267 ± 5 km il diametro medio dell'asteroide, il cui limbo, caratterizzato comunque da una forma irregolare, risultò approssimabile da un'ellisse con semiasse maggiore di 145,2 ± 0,8 km e semiasse minore di 122,8 ± 1,9 km. Una successiva stima del diametro medio è stata proposta da Tedesco e colleghi nel 1989 (244 ± 12 km), rivista nel 2002 in 233,92 km.
Le immagini dell'asteroide con la migliore risoluzione sono state ottenute nel 1996 per mezzo del Telescopio Hooker dell'Osservatorio di Mount Wilson, utilizzando ottiche adattive. La sequenza raccolta copre un arco di tempo pari all'intero periodo di rotazione e mostra una figura irregolare (grumosa, molto simile a una patata) caratterizzata da una struttura scura sulla superficie, interpretata come il sito di un impatto recente.
I segnali radio provenienti da sonde in orbita attorno a Marte e sulla sua superficie tra il 1961 ed il 2003 sono stati usati per determinare le variazioni indotte nell'orbita del pianeta dall'attrazione gravitazionale degli asteroidi maggiori; ciò ha permesso di calcolare anche la massa di Giunone.

## Parametri orbitali e rotazione

Diagramma animato dell'orbita di Giunone.

Giunone percorre in 4,37 anni un'orbita compresa tra quelle di Marte e Giove, mediamente più vicina al Sole rispetto a Cerere o Pallade, moderatamente inclinata (circa 12° rispetto al piano dell'eclittica), ma caratterizzata da un'eccentricità notevole, pari a 0,25. Ciò lo conduce a raggiungere distanze perieliche inferiori a quelle di Vesta e afeliche maggiori di quelle di Cerere. Tra i primi asteroidi scoperti, Giunone fu accreditato dell'orbita più eccentrica fino all'individuazione, nel 1854, di 33 Polyhymnia. Inoltre, tra gli asteroidi di diametro superiore ai 200 km, solo 324 Bamberga è caratterizzato da un'eccentricità orbitale maggiore.
Uno studio compiuto da James L. Hilton (1999) suggerisce che nella seconda metà o nel tardo XIX secolo l'orbita di Giunone sia lievemente variata, «quasi certamente» una deviazione dovuta alle perturbazioni indotte da un asteroide di passaggio, la cui identità non è stata ancora determinata. L'eventualità che ciò derivi da errori nelle prime osservazioni dell'asteroide sembrerebbe da scartare.
L'asteroide ruota in direzione prograda in 7,21 ore, con il polo Nord puntato (con uno scarto di 10°) in direzione delle coordinate eclittiche (β, λ) = (27°, 103°) con un'incertezza di 10°. Questo significa che la sua inclinazione assiale è pari a 51°.
Nel 1995 Zappalà e colleghi hanno individuato un gruppo di asteroidi di piccole dimensioni che condividono parametri orbitali comuni con Giunone. Raggruppati nella famiglia di asteroidi denominata Giunone o Juno, si ritiene siano di natura collisionale, ovvero frammenti di Giunone stesso scagliati nello spazio in seguito all'impatto con un secondo oggetto.

## Formazione
La fascia principale degli asteroidi si compone di oggetti sopravvissuti, relativamente intatti, al processo di formazione del sistema solare, a differenza della maggior parte dei protopianeti del sistema interno che o si fusero tra loro per andare a costituire i pianeti terrestri, oppure furono espulsi dal sistema da Giove. Giunone si sarebbe formato quindi 4,57 miliardi di anni fa nella porzione interna della fascia.

## Caratteristiche fisiche

### Massa e dimensioni

Dimensioni dei primi dieci asteroidi scoperti nella fascia principale confrontati con la Luna della Terra. Giunone è il terzo da sinistra.

Giunone è uno dei più grandi asteroidi della fascia principale, con una massa pari a (1,51±0,3)×10−11 M⊙ (circa 3×1019 kg), approssimativamente pari allo 0,9% di quella dell'intera fascia. Nonostante sia stato il terzo asteroide scoperto, contende a 52 Europa il posto di settimo asteroide in ordine di grandezza nella fascia principale. Tra gli asteroidi di tipo S, classe cui appartiene, è il secondo per massa, dopo 15 Eunomia.
Giunone ha forma irregolare. e può essere descritto con una certa approssimazione come un ellissoide di dimensioni 320 × 267 × 200 km. Con un diametro medio di 233,92 ± 11,2 km, non rientra nei primi dieci asteroidi per dimensioni.

### Composizione
Informazioni parziali sulla composizione di Giunone sono state dedotte tramite l'analisi spettroscopica della sua superficie. Secondo la classificazione Tholen, Giunone appartiene alla classe degli asteroidi rocciosi di tipo S; nella classificazione SMASS invece è inserito negli asteroidi di tipo Sk.
Le osservazioni spettroscopiche suggeriscono che la superficie dell'asteroide sia composta da un miscuglio di olivine e ortopirosseni poveri di calcio (silicati ferrosi). Giunone inoltre potrebbe essere uno dei corpi progenitori delle condriti ordinarie; tra quelli suggeriti da M. J. Gaffey e colleghi sarebbe quello caratterizzato dalla probabilità maggiore.

## Struttura interna
Le osservazioni spettroscopiche di undici asteroidi di tipo S, tra cui Giunone, sembrano suggerire che essi siano oggetti omogenei che non avrebbero subito alcun processo di differenziazione interna. Altre possibili ipotesi suggeriscono che Giunone, pur presentando una differenziazione, avrebbe subito un impatto catastrofico che avrebbe portato in superficie materiale altrimenti confinato nel mantello, oppure che il processo di differenziazione non sia stato completo. Tuttavia, la somiglianza negli spettri ottenuti per tutti i campioni della ricerca sembra escludere queste eventualità. Ulteriori elementi, che potrebbero anche mettere in discussione queste ipotesi, potrebbero provenire dal confronto delle densità.

## Superficie

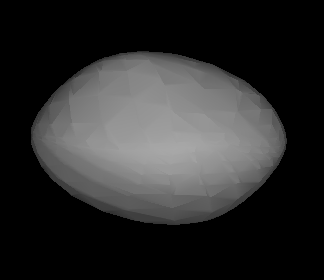
Modello di 3 Juno ricavato dalle curve di luce.

È stata riscontrata una certa variabilità nell'albedo degli asteroidi rocciosi di tipo S; Giunone è insolitamente riflettente, con un'albedo pari a 0,2383 ± 0,025. La presenza di minerali di ferro in superficie le conferisce un colore rossastro.
Già nel 1987 erano state misurate delle variazioni nelle curve di luce che sono state imputate a prominenti formazioni superficiali. Nel 1996 alcune osservazioni nell'infrarosso hanno rivelato sulla superficie di Giunone la presenza di un cratere dal diametro superiore ai 100 chilometri, che si ritiene sia stato generato in un impatto avvenuto in tempi geologicamente recenti.
Il 2 ottobre 2001, nell'ambito del Mid-IR Asteroid Spectroscopy survey (Campagna di ricerca spettroscopica degli asteroidi nel medio infrarosso) della Cornell University, sono state condotte misurazioni della temperatura superficiale di 29 asteroidi, tra cui 3 Juno. In tale circostanza è stata rilevata una temperatura massima con il Sole allo zenit di 293 K (circa 20 °C). Associando il dato alla relativa distanza dal Sole, è stato possibile fornire una stima anche del valore massimo raggiungibile al perielio, pari a 301 K (+28 °C).

## Giunone nella cultura
Per i primi cinquant'anni dalla sua scoperta, Giunone fu considerato un pianeta; tuttavia nella seconda metà dell'Ottocento, quando il numero dei corpi orbitanti scoperti tra Marte e Giove cominciò ad aumentare, gli asteroidi subirono una rapida riclassificazione. Durante questa fase, alcune pubblicazioni continuarono a distinguere Cerere, Pallade, Giunone e Vesta dagli altri corpi scoperti; tale consuetudine però era per lo più stata abbandonata già negli anni settanta dell'Ottocento, con alcune eccellenti eccezioni come l'Osservatorio di Greenwich, che continuò ad annoverarli tra i pianeti fino al termine del secolo.
Da allora, gli asteroidi sono stati trattati in modo prevalentemente collettivo, raggruppati in base a caratteristiche orbitali (ad es. le famiglie) o spettrali (le classi), ma con poca attenzione al singolo oggetto. Le possibilità offerte dell'esplorazione spaziale e le migliorate capacità osservative della fine del Novecento e i primi anni duemila hanno prodotto una parziale inversione di tendenza che ha interessato prevalentemente gli asteroidi di maggiori dimensioni, per i quali è oggetto di discussione l'inclusione nella nuova categoria dei pianeti nani. Giunone comunque non sembrerebbe appartenervi.
Sono state ambientate su Giunone alcune produzioni di genere fantascientifico.
Nella serie anime giapponese Mobile Suit Gundam (1979) di Yoshiyuki Tomino, Giunone è un asteroide di 180 km di diametro che nell'anno 0045 del "Secolo Universale" (Universal Century) viene deviato dalla fascia principale e posto in orbita intorno alla Luna con il nuovo nome di Luna Due (o Luna II), diventando un asteroide minerario. Riconvertito successivamente in roccaforte militare per l'Esercito Federale Terrestre, nell'anno 0070 viene posto in orbita attorno alla Terra, occupando il punto di Lagrange L3.
Anche nel romanzo Eon (1985) di Greg Bear, l'asteroide viene a trovarsi in orbita attorno alla Terra, trasportato da esseri umani del futuro che hanno anche provveduto a renderlo abitabile, forandolo e costruendo delle città al suo interno. Infine, nel romanzo apocalittico 3 Juno (2011) di William Michael Gregory un frammento dell'asteroide è in collisione con la Terra, con numerosi richiami ad episodi biblici.

### Libri
- (EN) Bonar, S., Asteroids, Franklin Watts, 1999,  p.  64., ISBN 0-531-20367-0.
- (EN) Blair, E. C., Asteroids: Overview, Abstracts and Bibliography, Nova Publishers, 2002,  p. 252, ISBN 1-59033-482-5.
- (EN) Nardo, D., Eyes on the Sky: Asteroids, Kidhaven Press, 2002,  p. 48, ISBN 0-7377-0998-7.
- (EN) Bell, T. E., Comets, Meteors, Asteroids, and the Outer Reaches, Black Rabbit Books, 2003,  p. 48, ISBN 1-58340-289-6.
- (EN) Vogt, G. L., Asteroids, Capstone Press, 2006,  p. 24, ISBN 0-7368-4939-4.

### Pubblicazioni scientifiche
- (EN) Millis, R.L. et al., The diameter of Juno from its occultation of AG + 0 deg 1022, in Astronomical Journal, vol. 86, 1981,  pp. 306-313, DOI:10.1086/112889. URL consultato il 30 settembre 2011.
- (EN) Feierberg, M.A., Larson, H.P.; Chapman, C.R., Spectroscopic evidence for undifferentiated S-type asteroids, in Astrophysical Journal, Part 1, vol. 257, n. 1, 1982,  pp. 361-372. URL consultato il 3 ottobre 2011.
- (EN) Gaffey, M.J. et al., Mineralogical variations within the S-type asteroid class, in Icarus, vol. 106, 1993,  p. 573, DOI:10.1006/icar.1993.1194. URL consultato il 30 settembre 2011.
- (EN) Hughes, D. W., The Historical Unravelling of the Diameters of the First Four Asteroids, in R.A.S. Quarterly Journal, vol. 35, 3/SEP, 1994,  pp. 331-344. URL consultato il 9 settembre 2011.
- (EN) Hilton, J.L., U.S. Naval Observatory Ephemerides of the Largest Asteroids, in The Astronomical Journal, vol. 117, n. 2, 1999,  pp. 1077-1086, DOI:10.1086/300728. URL consultato il 30 settembre 2011. Il testo può essere consultato on-line anche utilizzando questo  collegamento (archiviato dall'url originale il 23 luglio 2011)..
- (EN) Tedesco, E.F., Noah, P.V.; Noah, M.; Price, S.D., The Supplemental IRAS Minor Planet Survey (PDF), in The Astronomical Journal, vol. 123, n. 2, 2002,  pp. 1056-1085, DOI:10.1086/338320. URL consultato il 30 settembre 2011.
- (EN) Baliunas, S. et al., Multispectral analysis of asteroid 3 Juno taken with the 100-inch telescope at Mount Wilson Observatory (PDF), in Icarus, vol. 163, n. 1, 2003,  pp. 135-141, DOI:10.1016/S0019-1035(03)00049-6. URL consultato il 30 settembre 2011 (archiviato dall'url originale il 20 ottobre 2011).
- (EN) Lim, L.F. et al., Thermal infrared (8-13 µm) spectra of 29 asteroids: the Cornell Mid-Infrared Asteroid Spectroscopy (MIDAS) Survey, in Icarus, vol. 173, n. 2, 2005,  pp. 385-408, DOI:10.1016/j.icarus.2004.08.005. URL consultato il 30 settembre 2011.
- (EN) Drummond, J., Christou, J., Triaxial ellipsoid dimensions and rotational poles of seven asteroids from Lick Observatory adaptive optics images, and of Ceres, in Icarus, vol. 197, n. 2, 2008,  pp. 480-496, DOI:10.1016/j.icarus.2008.05.009. URL consultato il 2 ottobre 2011.